# Scania OmniLink
Der Scania OmniLink ist ein Stadtbus des Nutzfahrzeug-Herstellers Scania. Er löste 1998 den CN113 ab. 2011 erschien das Nachfolgemodell Citywide.

## Versionen
- Solobus mit den Fahrzeuglängen von 12 und 13,7 Metern
- Gelenkbus mit der Länge von 18 Metern

## Verwendete Dieselmotoren
9,0 Liter Turbodiesel in der Leistungsstufen:
- 169 kW (230 PS)
- 191 kW (260 PS)
- 206 kW (280 PS)
- 221 kW (301 PS)
- 236 kW (321 PS)